# Christophe Beaucarne
Pour les articles homonymes, voir Beaucarne.
Christophe Beaucarne, né le 9 décembre 1964 à Bruxelles, est un directeur de la photographie belge.

## Biographie
Christophe Beaucarne est le fils du poète et chanteur Julos Beaucarne. Il grandit près de Wavre à Tourinnes-la-Grosse et fait ses études de cinéma à l'Institut national supérieur des arts du spectacle et des techniques de diffusion (INSAS) dont il est diplômé en 1990. Il part alors à Paris (où il vit depuis à Montmartre) et travaille avec les réalisateurs français d'abord comme assistant, avant de devenir chef-opérateur sur Les Anges gardiens à la suite d'un conflit entre le titulaire et le réalisateur.

## Filmographie
- 1990 : La Gloire de mon père d'Yves Robert
- 1993 : Le Condamné (court-métrage) de Xavier Giannoli
- 1994 : Terre sainte (court-métrage) de Xavier Giannoli
- 1994 : Bonjour (court-métrage) de Guillaume Malandrin
- 1995 : J'aime beaucoup ce que vous faites (court-métrage) de Xavier Giannoli
- 1995 : Arthur (court-métrage) de Félicie Dutertre et François Rabes
- 1995 : Les Anges gardiens de Jean-Marie Poiré
- 1997 : Nous sommes tous encore ici d'Anne-Marie Miéville
- 1998 : L'Interview (court-métrage) de Xavier Giannoli
- 1998 : Riches, belles, etc. de Bunny Godillot
- 1998 : Les Couloirs du temps : Les Visiteurs 2 de Jean-Marie Poiré
- 1999 : La Guerre dans le Haut Pays de Francis Reusser
- 1999 : Tout baigne ! d'Éric Civanyan
- 1999 : La Dilettante de Pascal Thomas
- 2000 : La Vie moderne de Laurence Ferreira Barbosa
- 2000 : Après la réconciliation d'Anne-Marie Miéville
- 2001 : Mercredi, folle journée ! de Pascal Thomas
- 2001 : De l'amour de Jean-François Richet
- 2001 : Le Stade de Wimbledon de Mathieu Amalric
- 2002 : Les Femmes... ou les enfants d'abord... de Manuel Poirier
- 2002 : Le Nouveau Jean-Claude de Didier Tronchet
- 2003 : Un homme, un vrai d'Arnaud et Jean-Marie Larrieu
- 2003 : Le Mystère de la chambre jaune de Bruno Podalydès
- 2004 : Chemins de traverse de Manuel Poirier
- 2005 : Bye Bye Blackbird de Robinson Savary
- 2005 : Peindre ou faire l'amour d'Arnaud et Jean-Marie Larrieu
- 2005 : Le Parfum de la dame en noir de Bruno Podalydès
- 2006 : Quelques jours en septembre de Santiago Amigorena
- 2007 : La Vie intérieure de Martin Frost de Paul Auster
- 2007 : Irina Palm de Sam Garbarski
- 2008 : Paris de Cédric Klapisch
- 2009 : Coco avant Chanel d'Anne Fontaine
- 2009 : Mr. Nobody de Jaco van Dormael
- 2010 : Tournée de Mathieu Amalric
- 2010 : Hors-la-loi de Rachid Bouchareb
- 2011 : Ma part du gâteau de Cédric Klapisch
- 2011 : Poulet aux prunes de Marjane Satrapi et Vincent Paronnaud
- 2012 : Superstar de Xavier Giannoli
- 2012 : Just Like a Woman (téléfilm) de Rachid Bouchareb
- 2013 : Perfect Mothers d'Anne Fontaine
- 2013 : L'Écume des jours de Michel Gondry
- 2014 : La Belle et la Bête de Christophe Gans
- 2014 : La Chambre bleue de Mathieu Amalric
- 2014 : Gemma Bovery d'Anne Fontaine
- 2014 : La Magie de Noël (court métrage) de Mathieu Amalric
- 2015 : Le Tout Nouveau Testament de Jaco Van Dormael
- 2016 : Seul dans Berlin (Alone in Berlin / Jeder stirbt für sich allein) de Vincent Perez
- 2017 : Barbara de Mathieu Amalric
- 2017 : Django d'Étienne Comar
- 2017 : Rodin de Jacques Doillon
- 2019 : Carte de visite de Michel Sumpf
- 2020 : Amants de Nicole Garcia
- 2021 : Serre moi fort de Mathieu Amalric
- 2021 : Illusions perdues de Xavier Giannoli
- 2022 : En roue libre de Didier Barcelo
- 2022 : Habib, la grande aventure de Benoît Mariage
- 2024 : Boléro d'Anne Fontaine

## Publicité
- 2024 : Uber Eats[2]

## Distinctions

### Récompenses
- 2011 : Magritte de la meilleure image pour Mr. Nobody de Jaco van Dormael
- 2018 : Lumière de la meilleure image pour Barbara de Mathieu Amalric
- 2022 : César de la meilleure photographie pour Illusions perdues[3]
- 2025 : Prix AFC de la meilleure photographie pour une série pour D'argent et de sang

### Nominations
- 2010 : César de la meilleure photographie pour Coco avant Chanel
- 2011 : César de la meilleure photographie pour Tournée
- 2014 : Magritte de la meilleure image pour L'Écume des jours
- 2015 : César de la meilleure photographie pour La Belle et la Bête
- 2016 : Magritte de la meilleure image pour Le Tout Nouveau Testament
- 2017 : Lumière de la meilleure image pour Mal de pierres
- 2017 : César de la meilleure photographie pour Mal de pierres
- 2018 : César de la meilleure photographie pour Barbara